# Rich (Kalifornia)
Rich – obszar niemunicypalny w Kern County, w Kalifornii (Stany Zjednoczone), na wysokości 715 m.